# Heinrich W. Schwab
Heinrich W. Schwab, född 8 maj 1938 i Ludwigshafen am Rhein, död 20 januari 2025 var en tysk musikolog.
Schwab disputerade vid universitetet i Saarbrücken 1964 på en avhandling om företeelser under 1700-talet som hade inflytande på musiken under 1800-talet. Från 1966 var han knuten till universitetet i Kiel där han ledde en forskargrupp inriktad på skandinavisk och baltisk musik. 1998 blev han professor i musikvetenskap vid Köpenhamns universitet.